# Гонсалес, Рональд
Рональд Альфонсо Гонсалес Бренес (исп. Ronald González Brenes; род. 8 августа 1970, Сан-Хосе) — коста-риканский футболист, защитник, тренер.

## Биография
Начинал свою карьеру в команде «Саприсса». В 1989 году он принял участие в Чемпионате мира по футболу среди молодёжных команд в Саудовской Аравии. Уже через год после своего дебюта на взрослом уровне, Рональд Гонсалес попал с сборную Коста-Рика. Вместе с ней он выступил на ЧМ-1990 в Италии. В матче 1/8 финала он забил гол в ворота Чехословакии, который не помог «Тикос» добиться положительного результата и она потерпела поражение со счетом 1:4.
После мундиаля Гонсалес вместе с Эрнаном Метфордом перешёл в «Динамо» (Загреб). Затем защитник пробовал свои силы в Австрии. Он заключил контракт со «Штурмом», но за него он не провел ни одной игры. Некоторое время играл в аренде в «Форвертсе».
После европейской командировки Рональд Гонсалес вернулся на родину, где в течение многих лет выступал за местные клубы «Саприсса» и «Эредиано». Некоторое время он также играл за гватемальский «Комуникасьонес».
В общей сложности за сборную Коста-Рики Гонсалес сыграл 65 матчей, в которых забил 5 голов. Завершил свою карьеру футболист в 36 лет.
В скором времени ему удалось стать тренером. В течение трех лет Гонсалес возглавлял молодёжную сборную страны. В 2009 году он привел молодёжку к 4-му месту на Чемпионате мира по футболу среди молодёжных команд в Египте. Трижды за время своей работы Гонсалес временно возглавлял основную сборную Коста-Рики. В 2011-12 гг. он работал с гватемальским «Комуникасьонесом».
В 2013-14 года Рональд Гонсалес возглавлял «Саприссу». В октябре 2019 года был назначен главным тренером костариканцев.

## Достижения
- Чемпион Коста-Рики (7): 1988/89, 1989/90, 1993/94, 1994/95, 1997/98, 2003/04, 2005/06.
- Чемпион Гватемалы (3): 1998-99, 1999-00 Апертура, 2000-01 Клаусура.
- Бронзовый призёр клубного чемпионата мира (1): 2005.
- Победитель Лиги чемпионов КОНКАКАФ (3): 1993, 1995, 2005.
- Финалист Межамериканского кубка (2): 1993, 1995.
- Обладатель Клубного кубка UNCAF (1): 1998.